# Saint-Laurent-du-Pape
 Saint-Laurent-du-Pape  es una población y comuna francesa, ubicada en la región de Ródano-Alpes, departamento de Ardèche, en el distrito de Privas y cantón de La Voulte-sur-Rhône.

## Demografía
| 1237 | 1194 | 1159 | 1174 | 1206 | 1295 |
| Para los censos de 1962 a 1999 la población legal corresponde a la población sin duplicidades (Fuente: INSEE [Consultar]) |      |      |      |      |      |